# Aznakajevo
Aznakajevo (rusky Азнака́ево, tatarsky Азнакай/Aznaqay) je město v Tatarstánu v Ruské federaci. Při sčítání lidu v roce 2010 mělo bezmála pětatřicet tisíc obyvatel.

## Poloha
Aznakajevo leží na řece Stěrli (přítok Iku v povodí Kamy) v Bugulmsko-belebejské vrchovině ve vzdálenosti přibližně 380 kilometrů na jihovýchod od Kazaně, hlavního města republiky.

### Doprava
Nejbližší železniční stanice je 34 kilometrů vzdálená Jutaza na trati z Uljanovsku do Čišmy.

## Dějiny
Aznakajevo bylo zeloženo v roce 1762, v roce 1956 se stalo sídlem městského typu a v roce 1987 městem.